# Communauté de communes du Minervois au Cabardès
La Communauté de communes du Minervois au Cabardès était jusqu'au 31 décembre 2012 une communauté de communes française, située dans le département de l'Aude et la région Languedoc-Roussillon.

## Histoire
La Communauté de communes créée en 2003 regroupait 9 communes (Bagnoles, Conques sur Orbiel, Limousis, Malves en Minervois, Sallèles Cabardès, Villalier, Villarzel Cabardès, Villegailhenc, Villegly), pour une population, en pleine croissance, de 6860 habitants et une superficie de 81 km².
Située au nord de Carcassonne, son territoire bénéficie d’une situation privilégiée à la périphérie de la ville et sur les premiers contreforts de la Montagne Noire. Cette position apporte une extraordinaire richesse que l’on retrouve dans un patrimoine historique, naturel et gastronomique remarquable.
Au 1er janvier 2013, La Communauté de communes du Minervois au Cabardès a intégré Carcassonne Agglo.

## Composition
Elle regroupait 9 communes:
- Bagnoles
- Conques-sur-Orbiel
- Limousis
- Malves-en-Minervois
- Sallèles-Cabardès
- Villalier
- Villarzel-Cabardès
- Villegailhenc
- Villegly